# Onimusha
|  | Aquest article tracta sobre la saga de videojocs. Si cerqueu el primer videojoc de la saga, vegeu «Onimusha: Warlords». |

Onimusha (鬼武者, 'Oni Warrior') és una sèrie de videojocs desenvolupada i publicada per Capcom. Fa ús de les figures històriques que van donar forma a la història del Japó, contant les seves històries amb elements sobrenaturals. La majoria dels jocs són del gènere d'acció i aventura, una combinació de combat en tercera persona i elements de trencaclosques. El protagonista fa servir els poders de l'Oni, cosa que li permet lluitar contra Genma; l'enemic principal de la saga. A data del 2020 la sèrie havia venut un total 8,3 d'unitats a nivell mundial, fent-la la vuitena franquícia més venuda de Capcom, per darrere de Resident Evil, Monster Hunter, Street Fighter, Mega Man, Devil May Cry, Dead Rising, i Marvel vs. Capcom.
Un remaster d'alta definició del primer joc, Onimusha: Warlords, was va ser publicat el gener de 2019 per a la Nintendo Switch, la PlayStation 4, la Xbox One, i Windows.

## Videojocs
| 2001 | Onimusha: Warlords            |
| 2002 | Onimusha 2: Samurai's Destiny |
| 2003 | Onimusha Tactics              |
| 2003 | Onimusha Blade Warriors       |
| 2004 | Onimusha 3: Demon Siege       |
| 2005 |                               |
| 2006 | Onimusha: Dawn of Dreams      |
| 2007 |                               |
| 2008 |                               |
| 2009 |                               |
| 2010 |                               |
| 2011 |                               |
| 2012 | Onimusha Soul                 |
| 2013 |                               |
| 2014 |                               |
| 2015 |                               |
| 2016 |                               |
| 2017 |                               |
| 2018 |                               |
| 2019 | Onimusha: Warlords (Remaster) |

La sèrie es va originar el 1997, amb la idea de Yoshiki Okamoto de crear Sengoku Biohazard; una versió ninja del Resident Evil de Capcom (designat com Biohazard al Japó). El joc es desenvoluparia al període Sengoku i apareixeria una "casa ninja" plena de paranys, similar a la mansió de Resident Evil, i on les batalles serien usant espases i shurikens: "La casa contindrà portes amagades darrere les parets, sostres que cauen, rotlles i màgia ninja, i moltes altres tècniques ninges." El projecte en principi estava destinat per al 64DD de la Nintendo 64.
Onimusha: Warlords es va desenvolupar originàriament per a la PlayStation original, però el projecte es va traslladar a la PlayStation 2. La versió original de PlayStation mig acabada, Onimusha, es va descartar i mai no va ser publicada.
El protagonista de la sèrie és Samanosuke Akechi, inspirat físicament en Takeshi Kaneshiro; ell també li dona veu al personatge. S'han utilitzat altres persones com a models per a altres personatges de la sèrie, inclosos Yūsaku Matsuda a Onimusha 2: Samurai's Destiny i Jean Reno a Onimusha 3: Demon Siege. Els moviments dels personatges es van crear emprant captura de moviments.
La sèrie estava inicialment pensada per a ser només una trilogia, però tot i així una quarta entrega, Onimusha: Dawn of Dreams va ser publicada el 2006. El 2012 Capcom va anunciar un videojoc per a navegador, l'Onimusha Soul, que també es va publicar per a la PlayStation 3 al Japó el 2014.